# Surf Clube de Sesimbra
O Surf Clube de Sesimbra ou SCS foi fundado a 6 de Junho de 2000. O clube está sediado na vila de Sesimbra, distrito de Setúbal. 
O SCS promove actividades ao nível do ensino, formação e competição de modalidades como o Surf, Bodyboard, Skimboard e Skate. Além disso, o SCS promove ainda actividades de cariz ecológico.

## Palmarés
Entre os vários troféus conquistados pelo clube destacam-se:
Títulos Colectivos
- Vice-Campeão da Taça de Portugal 2005 de Surf, Bodyboard, Longboard e Kneeboard
- 3º classificado na Taça de Portugal 2006 de Surf, Bodyboard, Longboard e Kneeboard
- 3º classificado no Campeonato Nacional de Clubes 2006 de Surf e Bodyboard

Títulos Individuais
- Gastão Entrudo, Campeão Nacional 2005 de Bodyboard Sub-18
- Carlos Jorge, Campeão Nacional 2005 de Bodyboard Sub-16